# Navarrai-ház
A Navarrai-ház kifejezés a Kasztíliai Királyság és az Aragóniai Királyság első királyi dinasztiáját jelöli.

## A Kasztíliai Királyság és az Aragóniai Királyság kialakulása
A Jimeno-házból származó  III. (Nagy) Sancho (III. Sancho Garcés)  (~992–1035), a  Pamplonai Királyság  királya (1000-1035), kora legjelentősebb spanyol  uralkodója, nem csak Pamplona királya volt.
III. Sancho felesége, a Lara-házból származó Munia (?–1066), Kasztília grófjának, I. Sanchónak (I. Sancho Garcíának) (965–1017) volt a leánya. A Lara-ház férfiágon történt kihalása után így III. Sancho – II. Sancho néven – Kasztília grófja lett, 1029-től 1030-ig, valójában az 1035-ben bekövetkezett haláláig uralkodott a grófságban. III. Sancho ugyanis a Muniától született második fiát, Ferdinándot (~1016–1065) bár 1030-ban Kasztília grófjává tette, a hatalmat változatlanul ő gyakorolta.
III. Sancho – II. Sancho néven – Aragónia grófja (1000-1035) is volt, ugyanis az apja halálakor nem csak Pamplona királyaként, hanem Aragónia grófjaként is az apja utóda lett.
III. Sancho a végrendeletében a birodalmát a négy fia között négy részre felosztotta, mind a négy fiát királlyá téve, ugyanis a Kasztíliai Grófságot, az Aragóniai Grófságot, valamint Sobrarbe és Ribagorza Grófságát egyaránt királysággá emelte (így nem csak a Pamplona trónját öröklő fia lett király). A származási helyükre utalással Kasztília és Aragónia első királyi házait Navarrai-háznak nevezik.

## A Navarrai-ház kasztíliai és leóni ága
- I. Nagy Ferdinánd (~1016–-1065), III. Sanchónak, Pamplona királyának a fia; uralkodott: Kasztília grófjaként (I. Ferdinánd) 1030-tól 1035-ig, Kasztília első királyaként (I. Ferdinánd) 1035-től 1065-ig,  León királyaként (I. Ferdinánd) 1037-től 1065-ig,[2]
- II. Erős Sancho (~1037–1072) (meggyilkolták), az előzőnek a fia, uralkodott: 1065-től 1072-ig, Kasztíliában,
- VI. Vitéz Alfonz (~1047–1109), az előzőnek az öccse, uralkodott: 1065-től 1109-ig Leónban, 1072-től 1109-ig Kasztíliában,
- Urraca (1081–1126), az előzőnek a leánya, uralkodott: 1109-től 1126-ig, Kasztíliában és Leónban.[3]

## A Navarrai-ház aragóniai ága
- I. Ramiro (~1007–1063) (csatában elesett), III. Sanchónak, Pamplona királyának a házasságon kívül született fia (I. (Nagy) Ferdinánd kasztíliai és leóni király féltestvére), Aragónia első királya, uralkodott: 1035-től 1063-ig,
- I. Sancho Ramírez (~1043–1094) (ostrom közben elesett), az előzőnek a fia, uralkodott: 1063-tól 1094-ig (V. Sancho (V. Sancho Ramirez) néven Pamplona királya, 1076-tól 1094-ig),
- I. Péter (~1068–1104), az előzőnek a fia, uralkodott: 1094-től 1104-ig (egyidejűleg I. Péter néven Pamplona királya),
- I. Harcos Alfonz (~1073–1134) (ostrom közben kapott sérüléseibe belehalt), az előzőnek az öccse, uralkodott: 1104-től 1134-ig (egyidejűleg I. Alfonz néven Pamplona királya),
- II. Szerzetes Ramiro (1086–1157), az előzőnek az öccse, uralkodott: 1134-től 1137-ig (lemondott),
- Petronila (1136–1173), az előzőnek a leánya, uralkodott: 1137-től 1164-ig (lemondott).[4]